# Placida kingstoni
Placida kingstoni is een slakkensoort uit de familie van de Limapontiidae. De wetenschappelijke naam van de soort is voor het eerst geldig gepubliceerd in 1977 door T. E. Thompson.